# Chelonus subcorvulus
Chelonus subcorvulus är en stekelart som beskrevs av Vladimir Ivanovich Tobias 1964. Chelonus subcorvulus ingår i släktet Chelonus och familjen bracksteklar. Inga underarter finns listade i Catalogue of Life.